# Carbone atomique
Pour les articles homonymes, voir Carbone (homonymie).
Le carbone atomique, aussi appelé monocarbone, est un allotrope du carbone de formule C (également écrit C I). Il a été détecté dans le milieu interstellaire, où il se forme par photolyse du monoxyde de carbone.